# Mathias Florén
Mathias Florén (født 11. august 1976 i Söderhamn, Sverige) er en svensk professionel fodboldspiller der har en kontrakt hos IF Sylvia.
I 1991 begyndte Florén hos Marma IF og efter 2 sæsoner skiftede han til Alnö IF, han blev også hos Alnö IF i 2 år hvorefter han skiftede til GIF Sundsvall. I sin 2. sæson for GIF lavede han som forsvarsspiller 9 mål. Og sørgede dermed for at han næste sæson spillede i Sveriges fornemste liga, Allsvenskan, hos IFK Norrköping. Hos den klub spillede han mere end 120 kampe og scorede 4 mål. I 2001 skiftede han til Holland og FC Groningen. Hvor han i 2005/2006 spiller sin 5 sæson for FC Groningen. Siden han kom til FC Groningen kan han regne med en fast plads i forsvaret. Hans kontrakt udløb i 2007 hvorefter han tog til Sverige og IF Elfsborg.